# Зарубежные фильмы, выпущенные в советский прокат в 1942 году
Список из 3 зарубежных фильмов, выпущенных в советский кинопрокат в 1942 году. Месяцем выпуска считается время первой демонстрации в Москве.
Закупкой зарубежных фильмов для советского кинопроката занималась Всесоюзная государственная контора по киноэкспорту и киноимпорту («Союзинторгкино»), подчинённая с 1938 года Комитету по делам кинематографии при СНК СССР. Некоторые фильмы в прокат выпускались в другом формате. Иногда цветные фильмы в массовом тираже выпускались черно-белыми, а также делались изъятия некоторых, как правило, незначительных для общего сюжета сцен и эпизодов.
Все представленные фильмы являются трофейными.
| Прокатное название на русском языке | Оригинальное название и год выхода    | Производство | № месяца |
| ----------------------------------- | ------------------------------------- | ------------ | -------- |
| Мелодии вальса                      | «The Great Waltz» (англ.) (1937)      | США          | 06       |
| Очарован тобой                      | «Under Your Spell» (англ.) (1936)     | США          | 12       |
| Три мушкетёра                       | «The Three Musketeers» (англ.) (1939) | США          | 11       |